# Deaminering
Deaminering is de reactie waarbij een aminogroep verwijderd wordt van een molecuul. In de biochemie is dit molecuul vaak een aminozuur of DNA-base, zoals cytosine. Het onderscheidt zich van transaminering waarbij het molecuul haar aminogroep afgeeft aan een alfa-ketozuur. Enzymen die deaminering katalyseren worden ook wel deaminases genoemd.
Deaminering vindt in het menselijk lichaam met name plaats in de lever, maar ook in andere weefsels zijn deaminase-enzymen aanwezig. In tegenstelling tot transaminering levert een deamineringsreactie vaak ammoniak op, dat giftig is. Deaminering van aminozuren vindt plaats bij een overtollige opname ervan of een energietekort.

## Deaminering in het DNA

### Cytosine

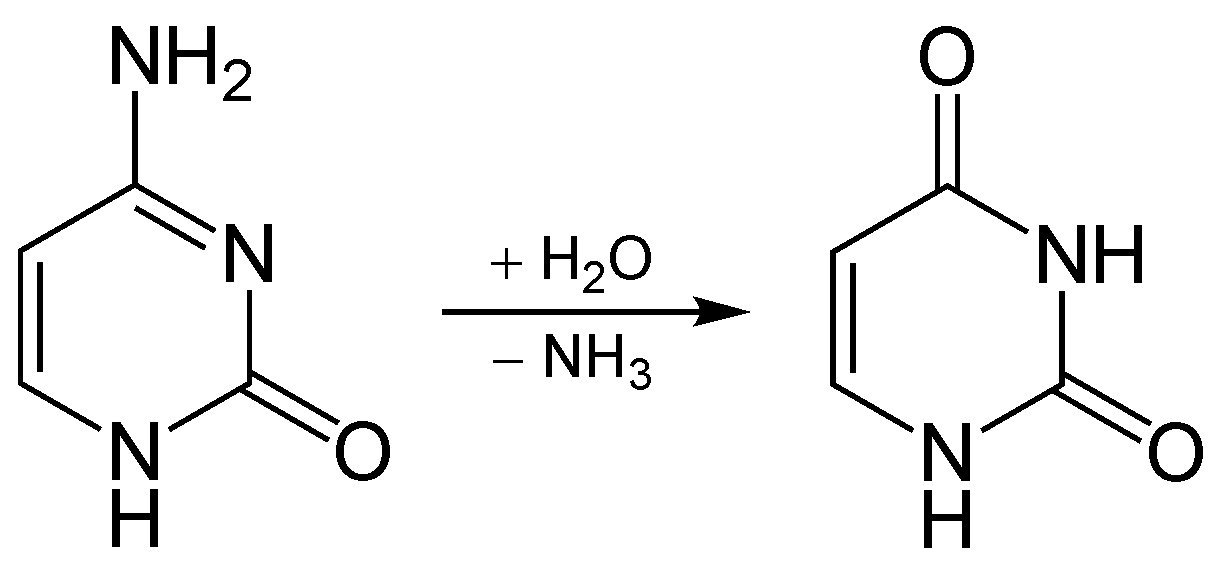
Deaminering van cytosine

Deaminering is een belangrijk DNA-basemodificerend fenomeen. Meestal gaat het om de hydrolysereactie van cytosine tot uracil, waarbij ammoniak vrijkomt. Geschat wordt dat spontane deaminering van cytosine in iedere lichaamscel ongeveer honderd keer per dag optreedt. De reactie wordt ook kunstmatig toegepast in onderzoek, door het toevoegen van bisulfiet, dat cytosine deamineert, maar gemethyleerd cytosine niet. Hierdoor is het mogelijk om de sequentie van gemethyleerd DNA te bepalen, door het niet-gemethyleerde cytosine (getoond als uracil) te onderscheiden van gemethyleerd cytosine (onveranderd).